# Денисовец, Павел Мусеевич
Павел Мусеевич Денисовец (10 января 1920 — 16 декабря 1991) — советский историк, доктор исторических наук, профессор. Участник Великой Отечественной войны. Ректор Луцкого педагогического университета 1955—1957 рр.Старший лейтенант 242 ночного брмбардировочой авиационной дивизии

## Биография
Родился 10 января 1920 года в селе Ивановка. В 1941 году мобилизован в ряды Советской армии. В 1946 году окончил исторический факультет Киевского университета. С 1946 работал в педагогических институтах Херсона и Станиславова (ныне Ивано-Франковска). Возглавлял факультет истории Станиславского педагогического института.В 1955—1957 годах возглавлял Луцкий педагогический университет.Член ВКП (Б) з 1943
Защитил кандидатскую диссертацию на тему: Борьба рабочих и крестьян Херсонщины и Николаевщины против австро-немецких оккупантов в 1918 году.
В 1957 году переведён в Полтавский педагогический институт. В 1959—1971 годах декан факультета истории Полтавского института
1969 г. защитил докторскую диссертацию на тему: Колхозное строительство на Украине в 1921—1925 гг.
В 1959—1971 годах декан факультета истории Полтавского института.
Умер 16 декабря 1991 года в Полтаве.

## Награды
Орден Красного Знамени (1943)
Орден Суворова 3 степени
Орден Отечественной войны 1 степени
Медаль За победу над Германией
Медаль За освобождение Варшавы
Медаль За взятие Берлина